# Skitser til et portræt af en maler
|  | Denne artikel er oprettet af botten PalnaBot ud fra en ekstern database. Den kan derfor have sproglige fejl eller mangler. Denne skabelon kan fjernes efter kontrol af indholdet. |

Skitser til et portræt af en maler er en film instrueret af Jesper Jargil.

## Handling
Hvad sker der på lærredet? Hvad skjuler det sidste lag maling? Hvad kæmper kunstneren med af tvivl og modstand? Via punktnedslag i Vibeke Tøjners arbejde i atelieret giver Jesper Jargils dokumentarfilm svar på dette og meget mere. Kameraet fastholder de flygtige øjeblikke af beslutsomhed og tøven i den kunstneriske proces. I 20 korte tematiske sekvenser med overskrifter som "Inspirationen","Motivet","Billedets modstand" og "Om at sælge sig selv" fortæller Vibeke Tøjner levende og ærligt om den kunstneriske undfangelse og dens eksistentielle omkostninger. Samtidig maler hun sig frem mod sin udstilling Landskabets rum på Kastrupgårdsamlingen og Nordjyllands Kunstmuseum i 2003. Filmen er skabt som interaktiv dvd, hvor publikum selv kan vælge filmens forløb.